# Jason Davis (acteur)
Pour les articles homonymes, voir Jason Davis (homonymie) et Davis.
Jason Davis Zarif (14 octobre 1984 - 16 février 2020) est un acteur américain, connu surtout pour son doublage de Mikey Blumberg dans le dessin animé La Cour de récré.

## Jeunesse
Jason Davis était le fils de Nebil Zarif, immigrant et vigneron turco-américain,, et de la judéo-américaine Nancy Davis, fille de l'industriel et milliardaire Marvin Davis et Barbara Davis. Il a deux frères : Brandon Davis et Alexander Davis et deux demi-sœurs, Isabella et Mariella Rickel du deuxième mariage de sa mère avec Ken Rickel.

## Carrière
Davis a commencé sa carrière en 1993 à l'âge de 9 ans où il a fait sa première apparition dans la sitcom familiale Roseanne en tant que Kid Vampire Obnoxious. Il est ensuite apparu dans la série télévisée Millionaire Matchmaker et dans le film de 2014 Jessabelle. Davis a exprimé Mikey Blumberg dans la série d'animation de Disney La Cour de récré de 1997 à 2001, il a repris et repris le rôle dans le film 2001 La Cour de récré : Vive les vacances ! et dans diverses émissions spéciales dérivées et directes à la vidéo. Davis était également un acteur de la quatrième saison de Celebrity Rehab de VH1 avec le Dr Drew, qui a documenté son traitement de la toxicomanie.

## Problèmes juridiques
Davis a été arrêté le 28 janvier 2011 à Newport Beach en Californie, pour possession d'une substance contrôlée.

## Décès
Davis est décédé à Los Angeles le 16 février 2020, à l'âge de 35 ans.

## Filmographie
- 1993-1995 : Roseanne : Obnoxious Vampire Kid
- 1994 : Monde de Dave : Marco
- 1995 : The Crude Oasis : patron du bar Crude Oasis
- 1997 : Beverly Hills Ninja : jeune Haru
- 1997 : Sept à la maison : Dwight Jefferson
- 1997 : Les Criquets : Wrangler
- 1997-2001 : La Cour de récré : Mikey Blumberg (voix)
- 1998 : Petit Déjeuner avec Einstein : Chipper
- 1998 : Le Prince de Sicile : Geno
- 1998 : Rush Hour : enfant au théâtre
- 2001 : La Cour de récré : Vive les vacances ! : Mikey Blumberg (voix)
- 2001 : La Cour de récré : Les Vacances de Noël : Mikey Blumberg (voix)
- 2003 : Recess: Taking the Fifth Grade : Mikey Blumberg, Tubby (voix)
- 2003 : Recess: All Growed Down : Mikey Blumberg (voix)
- 2005 : Surface : Sean
- 2008 : Fab Five : Le scandale des pom pom girls : Tim
- 2013 : Fallen Angel : l'agent
- 2014 : Jessabelle : le chirurgien
- 2014 : Il n'a pas le jeu : lui-même
- 2014 : The Bathroom Diaries : Enzo (dernière apparition)
- 2020 : Une ode américaine : Dr. Newton